# Yakov Flier

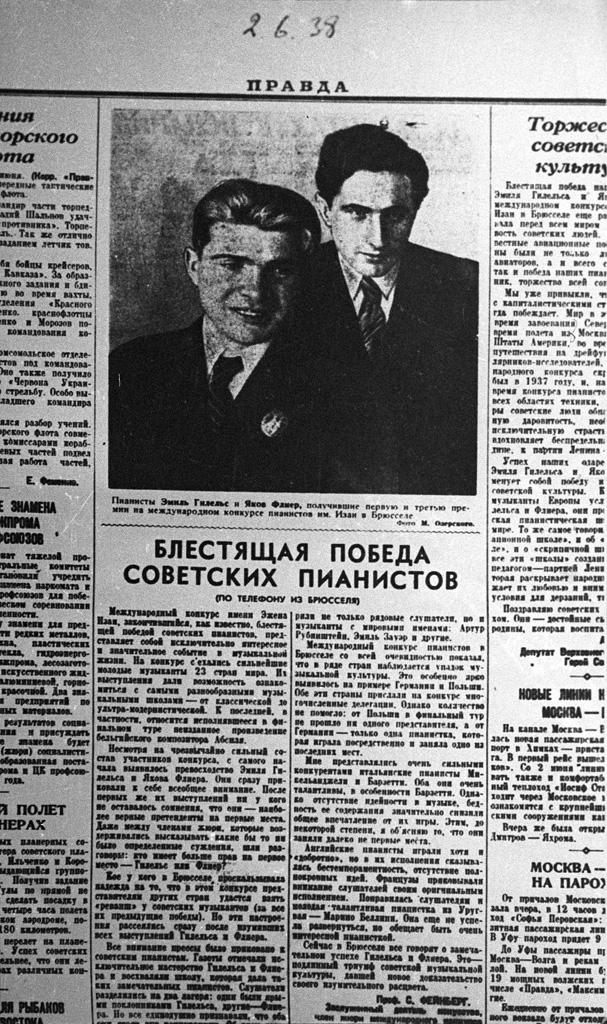
Emil Gilels y Yakov Flier en Pravda

Yakov Vladimirovich Flier ( en ruso: Яков Владимирович Флиер ; * 8 de octubrejul./ 21 de octubre de 1912greg. en Oréjovo-Zúyevo; † 18 de diciembre de 1977 en Moscú ) fue un pianista y profesor de piano ruso de gran prestigio.

## Formación y participación en concursos de piano.
Jabow Flier creció en Orekhovo-Zuyevo y era hijo del relojero Vladimir Mikhailovich Flier y su esposa Elisabeth Lazarevna, que tocaba el piano. Flier recibió lecciones en la escuela de música de Sergei Nikanorovich Korsakov desde los siete años. A partir de 1923 asistió a la escuela preparatoria del Conservatorio de Moscú y allí recibió clases de G.P. Prokófiev y S.A. Kozlovsky. En 1929, Flier pasó a la clase del gran pedagogo Konstantin Igumnow y completó sus estudios de piano en 1934 con los más altos honores y su entrada como medalla de oro en el cuadro de honor del conservatorio después de la interpretación del Tercer Concierto para piano op.30 en re menor de Rajmáninov. Después completó estudios de posgrado con Igumnow hasta 1937,  como asistente de quien trabajó después de graduarse.
En 1935, Flier ganó el Concurso de Piano de la Unión Soviética en Leningrado, convirtiéndose así en conocido en todo el país y participando como solista en la Sociedad Filarmónica de Moscú para diversos conciertos. En 1936 participó en el Concurso Internacional de Piano de Viena y obtuvo el primer puesto por delante del genial Emil Gilels, y en 1938 quedó tercero en el renombrado Concurso Internacional Reina Isabel de Bruselas.

## Carrera
Era más apreciado por sus interpretaciones de música romántica para piano, aunque también se dedicó a contemporáneos como Dmitri Kabalevsky. Debido a una lesión, Flier pronto se retiró de los conciertos y se convirtió en el principal profesor de piano del Conservatorio de Moscú, donde tuvo muchos alumnos importantes, entre ellos Luba Edlina, Nina Lelchuk, Sergei Musaelyan, Bella Davidovich, Viktoria Postnikova, Lev Vlassenko, Regina Shamvili, Rodion Shchedrin, Mikhail Rudy, Vladimir Feltsman, Shoshana Rudiakov, Mūza Rubackytė, Mikhail Faerman y Mikhail Pletnyov. Daniil Schafran fue uno de sus compañeros en música de cámara.

## Película
- Яков Флиер. Рыцарь романтизма (Jakov Flier. Caballero del Romanticismo) . Documental (2007), 53 min., dirección: Nikita Tikhonow, guion: Julia Tikhonova.[5]